# Calycopeplus
Calycopeplus és un gènere que pertany a la família de les euforbiàcies amb cinc espècies de plantes. És originari d'Austràlia.

## Taxonomia
El gènere va ser descrit per Jules Emile Planchon i publicat a Bulletin de la Société Botanique de France 8: 30. 1861. L'espècie tipus és: Calycopeplus ephedroides Planch. 	

## Espècies acceptades
A continuació s'ofereix un llistat de les espècies del gènere Calycopeplus acceptades fins a l'octubre de 2012, ordenades alfabèticament. Per cadascuna s'indica el nom binomial seguit de l'autor, abreujat segons les convencions i usos.
- Calycopeplus casuarinoides L.S.Sm.
- Calycopeplus collinus P.I.Forst.
- Calycopeplus marginatus Benth.
- Calycopeplus oligandrus P.I.Forst.
- Calycopeplus paucifolius (Klotzsch) Baill.